# Stoughton (Wisconsin)
Stoughton – miasto w Stanach Zjednoczonych, w stanie Wisconsin, w hrabstwie Dane. Sięga do rzeki Yahara, 20 mil na południowy wschód od stolicy Madison. W 2004 liczyło 12 692 mieszkańców.

## Historia
Miasto zostało założone w 1847 roku przez Luke'a Stoughtona - Anglika z Vermont. Od 1865 do 1900 roku, do Stoughton emigrowało wielu imigrantów z Norwegii. Miasto zasłynęło, z tak zwanej, "przerwy na kawę", obchodów Syttende mai (norweskiego dnia niepodległości) oraz produkcji podzespołów do słynnego Fora-T.